# Organització Internacional de Metrologia Legal
L'Organització Internacional de Metrologia Legal (OIML) és una organització intergovernamental creada el 1955 per l'harmonització de les activitats en metrologia legal. Actualment té 61 estats membres.
Estableix documents normatius en les sèries R i D, i publica un butlletí. Es poden descarregar gratuïtament del seu web.